# Foutvracht
Foutvracht is een term uit de logistiek en betreft lading die volgens contract zou worden vervoerd, maar niet of niet op tijd wordt aangeboden om te worden geladen.
Als er minder lading wordt aangeboden dan overeengekomen en de bevrachter wil desondanks dat de vervoerder met maar een deel van die lading vertrekt, dan moet de vervoerder de reis toch uitvoeren. Maar in dat geval moet de bevrachter wel de vrachtpenningen over die niet aangeboden lading vóór de aanvang van de reis betalen. Het bedrag is dan een vorm van schadevergoeding, omdat de vervoerder met minder dan wat is overeengekomen is bevracht.